# Zingende Blondine
Zingende Blondine is een Belgisch bier van hoge gisting.
Het bier wordt sinds oktober 2008 gebrouwen in Brouwerij 't Gaverhopke te Stasegem. Het is een blond bier met een alcoholpercentage van 9,8% met nagisting op fles.